# 森薫 (実業家)
森 薫（もり かおる、1904年（明治37年）4月24日 - 1986年（昭和61年）9月18日）は、日本の実業家である。出身地は大阪府。神戸電鉄の会長、阪急電鉄・北大阪急行電鉄の社長を務めた人物である。

## 人物
大阪府出身。宗太郎の息子。
1928年、京都帝国大学工学部電気工学科を卒業。当時の新京阪鉄道に入社した。この当時、新京阪を含む京阪電気鉄道グループは事業の拡張のため多くの大学・専門学校卒業生を採用しており、森もその一人だった（戦後、京阪の社長を務めた青木精太郎は同じ京都帝大電気工学科を卒業して同期で京阪に入社している）。新京阪の京阪への合併、京阪と阪神急行電鉄の合併による京阪神急行電鉄の発足と京阪の再分離を経て、阪急電鉄に進む。
1968年（昭和43年）5月、神戸電鉄会長・和田薫の死去に伴い、神戸電鉄会長に就任。
1969年2月には京阪神急行電鉄（現阪急電鉄）社長・小林米三の急逝に伴い同社社長に就任。阪急としては初の技術系出身の社長だった。北大阪急行電鉄初代社長、日本民営鉄道協会会長も歴任。
1970年から1980年まで関西テレビ放送の社長を務めた。
社長在任中は阪急ブレーブスのオーナーも務める。西本幸雄監督が1971年の日本シリーズに敗退して辞意を伝えた際には、「日本一になるまでは頑張ってほしい」と慰留、翻意させた。
1973年にリーグ優勝を逃して西本が再度辞意を表明したときにはこれを受理した。その後、近鉄バファローズから西本を招聘する要請を受けた際には「本人の意向に委ねる」として事実上これを承認し、西本の近鉄監督就任発表の席には森も姿を見せている。宗教は真宗。